# Troisième circonscription de l'Allier
La troisième circonscription de l'Allier est représentée dans la XVIIe législature par Nicolas Ray, député Les Républicains.

## Description géographique et démographique
La troisième circonscription de l'Allier est située dans le centre du département, et est une circonscription principalement rurale. D'après les chiffres de l'Institut national de la statistique et des études économiques (INSEE), la population de cette circonscription est estimée à 90 721 habitants.

### De 1958 à 1986
La troisième circonscription de l'Allier était composée de :
- Canton de Bourbon-l'Archambault
- Canton de Cérilly
- Canton de Chantelle
- Canton d'Ébreuil
- Canton de Gannat
- Canton de Hérisson
- Canton du Montet
- Canton de Montmarault
- Canton de Saint-Pourçain-sur-Sioule
- Canton de Souvigny

### De 1988 à 2010
La troisième circonscription de l'Allier était composée de :
- Canton de Bourbon-l'Archambault
- Canton de Cérilly
- Canton de Chantelle
- Canton d'Ébreuil
- Canton de Gannat
- Canton de Hérisson
- Canton de Lurcy-Lévis
- Canton du Montet
- Canton de Montmarault
- Canton de Saint-Pourçain-sur-Sioule
- Canton de Souvigny
- Canton de Varennes-sur-Allier

### Depuis 2010
Depuis l'ordonnance no 2009-935 du 29 juillet 2009, ratifiée par le Parlement français le 21 janvier 2010, elle regroupe les divisions administratives suivantes :
- Canton de Cusset-Nord
- Canton de Cusset-Sud
- Canton du Donjon
- Canton d'Escurolles
- Canton de Gannat
- Canton de Jaligny-sur-Besbre
- Canton de Lapalisse
- Canton du Mayet-de-Montagne
- Canton de Vichy-Nord
- Canton de Vichy-Sud

Carte de la première circonscription de l'Allier de 1958 à 1986
Carte de la première circonscription de l'Allier de 1986 à 2012

## Historique des députés
| Législature | Début de mandat | Fin de mandat  | Député           | Parti politique | Observations |
| ----------- | --------------- | -------------- | ---------------- | --------------- | --- |
| Ire         | 9 décembre 1958 | 9 octobre 1962 | Pierre Villon    | PCF             | Mandat écourté à la suite d'une dissolution parlementaire décidée par Charles de Gaulle.                                              |
| IIe         | 6 décembre 1962 | 2 avril 1967   | Charles Magne    | SFIO            | Maire de Gannat |
| IIIe        | 3 avril 1967    | 30 mai 1968    | Pierre Villon    | PCF             | Mandat écourté à la suite d'une dissolution parlementaire décidée par Charles de Gaulle.                                              |
| IVe         | 11 juillet 1968 | 1er avril 1973 | Pierre Villon    | PCF             | |
| Ve          | 2 avril 1973    | 2 avril 1978   | Pierre Villon    | PCF             | |
| VIe         | 3 avril 1978    | 22 mai 1981    | André Lajoinie   | PCF             | Mandat écourté à la suite d'une dissolution parlementaire décidée par François Mitterrand.                                            |
| VIIe        | 2 juillet 1981  | 1er avril 1986 | André Lajoinie   | PCF             | |
| IXe         | 23 juin 1988    | 1er avril 1993 | André Lajoinie   | PCF             | |
| Xe          | 2 avril 1993    | 21 avril 1997  | Bernard Coulon   | UDF             | Conseiller général de Saint-Pourçain-sur-Sioule Mandat écourté à la suite d'une dissolution parlementaire décidée par Jacques Chirac. |
| XIe         | 12 juin 1997    | 18 juin 2002   | André Lajoinie   | PCF             | |
| XIIe        | 19 juin 2002    | 19 juin 2007   | Yves Simon       | UMP             | Maire de Meillard |
| XIIIe       | 20 juin 2007    | 19 juin 2012   | Jean Mallot      | PS              | |
| XIVe        | 20 juin 2012    | 20 juin 2017   | Gérard Charasse  | PRG             | |
| XVe         | 21 juin 2017    | 21 juin 2022   | Bénédicte Peyrol | LREM            | |
| XVIe        | 22 juin 2022    | 9 juin 2024    | Nicolas Ray      | LR              | Mandat écourté à la suite d'une dissolution parlementaire décidée par Emmanuel Macron.                                                |
| XVIIe       | 8 juillet 2024  | En cours       | Nicolas Ray      | LR              | |

## Historique des élections

### Élections de 1958
| Candidat       | Candidat                                | Parti          | Premier tour | Premier tour | Second tour | Second tour |  |
| Candidat       | Candidat                                | Parti          | Voix         | %            | Voix        | %           |  |
| -------------- | --------------------------------------- | -------------- | ------------ | ------------ | ----------- | ----------- |  |
|                | Roger Ginsburger, dit Pierre Villon élu | PCF            | 15 163       | 35,31        | 17 267      | 37,98       |  |
|                | Charles Magne                           | SFIO           | 11 933       | 27,79        | 17 145      | 37,71       |  |
|                | Pierre Nigay                            | CR             | 9 097        | 21,19        | 11 000      | 24,2        |  |
|                | Gaston Paul                             | Modérés        | 4 242        | 9,88         | 48          | 0,11        |  |
|                | Maurice Gaillard                        | UFF            | 2 503        | 5,83         | Retrait     | Retrait     |  |
|                |                                         |                |              |              |             |             |  |
| Inscrits       | Inscrits                                | Inscrits       | 61 293       | 100,00       | 61 287      | 100,00      |  |
| Abstentions    | Abstentions                             | Abstentions    | 17 409       | 28,4         | 15 363      | 25,07       |  |
| Votants        | Votants                                 | Votants        | 43 884       | 71,6         | 45 924      | 74,93       |  |
| Blancs et nuls | Blancs et nuls                          | Blancs et nuls | 946          | 2,16         | 464         | 1,01        |  |
| Exprimés       | Exprimés                                | Exprimés       | 42 938       | 97,84        | 45 460      | 98,99       |  |

Émile Parnière, cultivateur, maire d'Ygrande, était le suppléant de Pierre Villon.

### Élections de 1962
| Candidat       | Candidat                                    | Parti          | Premier tour | Premier tour | Second tour | Second tour |  |
| Candidat       | Candidat                                    | Parti          | Voix         | %            | Voix        | %           |  |
| -------------- | ------------------------------------------- | -------------- | ------------ | ------------ | ----------- | ----------- |  |
|                | Roger Ginsburger, dit Pierre Villon sortant | PCF            | 14 879       | 38,93        | 18 176      | 44,09       |  |
|                | Charles Magne élu                           | SFIO           | 9 109        | 23,84        | 20 770      | 50,38       |  |
|                | Daniel Poliak                               | UNR-UDT        | 6 874        | 17,99        | 2 283       | 5,54        |  |
|                | Louis Dumas                                 | CNIP           | 5 227        | 13,68        | Retrait     | Retrait     |  |
|                | Édouard Kuntz                               | Radcent        | 2 126        | 5,56         | Retrait     | Retrait     |  |
|                |                                             |                |              |              |             |             |  |
| Inscrits       | Inscrits                                    | Inscrits       | 59 031       | 100,00       | 59 131      | 100,00      |  |
| Abstentions    | Abstentions                                 | Abstentions    | 20 018       | 33,91        | 16 612      | 28,09       |  |
| Votants        | Votants                                     | Votants        | 39 013       | 66,09        | 42 519      | 71,91       |  |
| Blancs et nuls | Blancs et nuls                              | Blancs et nuls | 798          | 2,05         | 1 290       | 3,03        |  |
| Exprimés       | Exprimés                                    | Exprimés       | 38 215       | 97,95        | 41 229      | 96,97       |  |

Pierre Boulois, agriculteur, conseiller général du canton de Cérilly était le suppléant de Charles Magne.

### Élections de 1967
| Candidat       | Candidat          | Parti          | Premier tour | Premier tour | Second tour | Second tour |  |
| Candidat       | Candidat          | Parti          | Voix         | %            | Voix        | %           |  |
| -------------- | ----------------- | -------------- | ------------ | ------------ | ----------- | ----------- |  |
|                | Pierre Villon élu | PCF            | 16 677       | 38,26        | 23 950      | 55,1        |  |
|                | Henri Tardivat    | UD-Ve          | 11 202       | 25,7         | 19 518      | 44,9        |  |
|                | Antoine Lacroix   | FGDS (SFIO)    | 10 849       | 24,89        | Retrait     | Retrait     |  |
|                | Jean Dye          | CD (PDM)       | 3 548        | 8,14         |             |             |  |
|                | Gaston Paul       | Modérés        | 1 311        | 3,01         |             |             |  |
|                |                   |                |              |              |             |             |  |
| Inscrits       | Inscrits          | Inscrits       | 56 938       | 100,00       | 56 936      | 100,00      |  |
| Abstentions    | Abstentions       | Abstentions    | 12 460       | 21,88        | 11 689      | 20,53       |  |
| Votants        | Votants           | Votants        | 44 478       | 78,12        | 45 247      | 79,47       |  |
| Blancs et nuls | Blancs et nuls    | Blancs et nuls | 891          | 2            | 1 779       | 3,93        |  |
| Exprimés       | Exprimés          | Exprimés       | 43 587       | 98           | 43 468      | 96,07       |  |

Émile Parnière, cultivateur, maire d'Ygrande était le suppléant de Pierre Villon.

### Élections de 1968
| Candidat       | Candidat                    | Parti          | Premier tour | Premier tour | Second tour | Second tour |  |
| Candidat       | Candidat                    | Parti          | Voix         | %            | Voix        | %           |  |
| -------------- | --------------------------- | -------------- | ------------ | ------------ | ----------- | ----------- |  |
|                | Pierre Villon sortant réélu | PCF            | 16 672       | 37,78        | 21 842      | 50,42       |  |
|                | Joseph Katz                 | UDR (URP)      | 16 585       | 37,58        | 21 478      | 49,58       |  |
|                | Roger Southon               | FGDS (SFIO)    | 10 877       | 24,65        | Retrait     | Retrait     |  |
|                |                             |                |              |              |             |             |  |
| Inscrits       | Inscrits                    | Inscrits       | 56 253       | 100,00       | 56 237      | 100,00      |  |
| Abstentions    | Abstentions                 | Abstentions    | 11 238       | 19,98        | 11 335      | 20,16       |  |
| Votants        | Votants                     | Votants        | 45 015       | 80,02        | 44 902      | 79,84       |  |
| Blancs et nuls | Blancs et nuls              | Blancs et nuls | 881          | 1,96         | 1 582       | 3,52        |  |
| Exprimés       | Exprimés                    | Exprimés       | 44 134       | 98,04        | 43 320      | 96,48       |  |

Émile Parnière était suppléant de Pierre Villon.

### Élections de 1973
| Candidat       | Candidat                    | Parti          | Premier tour | Premier tour | Second tour | Second tour |  |
| Candidat       | Candidat                    | Parti          | Voix         | %            | Voix        | %           |  |
| -------------- | --------------------------- | -------------- | ------------ | ------------ | ----------- | ----------- |  |
|                | Pierre Villon sortant réélu | PCF            | 15 988       | 37,02        | 23 109      | 53,43       |  |
|                | Joseph Katz                 | UDR (URP)      | 12 412       | 28,74        | 20 144      | 46,57       |  |
|                | Henri Sarron                | PS (UGSD)      | 7 554        | 17,49        | Retrait     | Retrait     |  |
|                | Jacques Dupuydauby          | Divers droite  | 5 014        | 11,61        |             |             |  |
|                | Annie Souchon               | LO             | 1 377        | 3,19         |             |             |  |
|                | Robert Forge                | Divers droite  | 845          | 1,96         |             |             |  |
|                |                             |                |              |              |             |             |  |
| Inscrits       | Inscrits                    | Inscrits       | 54 749       | 100,00       | 54 744      | 100,00      |  |
| Abstentions    | Abstentions                 | Abstentions    | 10 610       | 19,38        | 9 577       | 17,49       |  |
| Votants        | Votants                     | Votants        | 44 139       | 80,62        | 45 167      | 82,51       |  |
| Blancs et nuls | Blancs et nuls              | Blancs et nuls | 949          | 2,15         | 1 914       | 4,24        |  |
| Exprimés       | Exprimés                    | Exprimés       | 43 190       | 97,85        | 43 253      | 95,76       |  |

Ernest Maximin, instituteur, conseiller général du canton de Saint-Pourçain-sur-Sioule, maire de Marcenat, était suppléant de Pierre Villon.

### Élections de 1978
| Candidat       | Candidat           | Parti          | Premier tour | Premier tour | Second tour | Second tour |  |
| Candidat       | Candidat           | Parti          | Voix         | %            | Voix        | %           |  |
| -------------- | ------------------ | -------------- | ------------ | ------------ | ----------- | ----------- |  |
|                | André Lajoinie élu | PCF            | 17 361       | 36,17        | 25 477      | 51,76       |  |
|                | Edmond Maupoil     | UDF (Rad)      | 12 211       | 25,44        | 23 740      | 48,24       |  |
|                | René Maëder        | RPR            | 8 739        | 18,21        | Retrait     | Retrait     |  |
|                | Roger Limoges      | PS             | 8 104        | 16,89        | Retrait     | Retrait     |  |
|                | Yvette Costes      | LO             | 1 579        | 3,29         |             |             |  |
|                |                    |                |              |              |             |             |  |
| Inscrits       | Inscrits           | Inscrits       | 57 606       | 100,00       | 57 597      | 100,00      |  |
| Abstentions    | Abstentions        | Abstentions    | 8 630        | 14,98        | 7 210       | 12,52       |  |
| Votants        | Votants            | Votants        | 48 976       | 85,02        | 50 387      | 87,48       |  |
| Blancs et nuls | Blancs et nuls     | Blancs et nuls | 982          | 2,01         | 1 170       | 2,32        |  |
| Exprimés       | Exprimés           | Exprimés       | 47 994       | 97,99        | 49 217      | 97,68       |  |

Le suppléant d'André Lajoinie était Ernest Maximin.

### Élections de 1981
| Candidat       | Candidat                     | Parti          | Premier tour | Premier tour | Second tour | Second tour |  |
| Candidat       | Candidat                     | Parti          | Voix         | %            | Voix        | %           |  |
| -------------- | ---------------------------- | -------------- | ------------ | ------------ | ----------- | ----------- |  |
|                | André Lajoinie sortant réélu | PCF            | 17 199       | 39,74        | 25 277      | 57,09       |  |
|                | Edmond Maupoil               | UDF (Rad)      | 14 252       | 32,93        | 19 002      | 42,91       |  |
|                | Louis Huguet                 | PS             | 11 824       | 27,32        | Retrait     | Retrait     |  |
|                |                              |                |              |              |             |             |  |
| Inscrits       | Inscrits                     | Inscrits       | 57 807       | 100,00       | 57 811      | 100,00      |  |
| Abstentions    | Abstentions                  | Abstentions    | 13 969       | 24,16        | 12 054      | 20,85       |  |
| Votants        | Votants                      | Votants        | 43 838       | 75,84        | 45 757      | 79,15       |  |
| Blancs et nuls | Blancs et nuls               | Blancs et nuls | 563          | 1,28         | 1 478       | 3,23        |  |
| Exprimés       | Exprimés                     | Exprimés       | 43 275       | 98,72        | 44 279      | 96,77       |  |

Ernest Maximin était suppléant d'André Lajoinie.

### Élections de 1988
| Candidat       | Candidat                     | Parti          | Premier tour | Premier tour | Second tour | Second tour |  |
| Candidat       | Candidat                     | Parti          | Voix         | %            | Voix        | %           |  |
| -------------- | ---------------------------- | -------------- | ------------ | ------------ | ----------- | ----------- |  |
|                | André Lajoinie sortant réélu | PCF            | 20 052       | 40,31        | 29 431      | 55,51       |  |
|                | Bernard Coulon               | UDF (PR) (URC) | 15 875       | 31,91        | 23 592      | 44,49       |  |
|                | Marcel Pisani                | PS             | 9 691        | 19,48        | Retrait     | Retrait     |  |
|                | Jean-Claude Candille         | FN             | 3 069        | 6,17         |             |             |  |
|                | Philippe Genest              | Divers droite  | 1 059        | 2,13         |             |             |  |
|                |                              |                |              |              |             |             |  |
| Inscrits       | Inscrits                     | Inscrits       | 72 430       | 100,00       | 72 415      | 100,00      |  |
| Abstentions    | Abstentions                  | Abstentions    | 21 536       | 29,73        | 17 527      | 24,2        |  |
| Votants        | Votants                      | Votants        | 50 894       | 70,27        | 54 888      | 75,8        |  |
| Blancs et nuls | Blancs et nuls               | Blancs et nuls | 1 148        | 2,26         | 1 865       | 3,4         |  |
| Exprimés       | Exprimés                     | Exprimés       | 49 746       | 97,74        | 53 023      | 96,6        |  |

Le suppléant d'André Lajoinie était Robert Chaput, conseiller général, maire de Bourbon-l'Archambault.

### Élections de 1993
| Candidat       | Candidat               | Parti          | Premier tour | Premier tour | Second tour | Second tour |  |
| Candidat       | Candidat               | Parti          | Voix         | %            | Voix        | %           |  |
| -------------- | ---------------------- | -------------- | ------------ | ------------ | ----------- | ----------- |  |
|                | Bernard Coulon élu     | UDF (PR)       | 18 762       | 37,9         | 27 059      | 51,23       |  |
|                | André Lajoinie sortant | PCF            | 17 317       | 34,99        | 25 759      | 48,77       |  |
|                | Jean Mallot            | PS (ADFP)      | 4 788        | 9,67         |             |             |  |
|                | Jacques Mayadoux       | FN             | 3 670        | 7,41         |             |             |  |
|                | Michel Durant          | Les Verts (EÉ) | 2 674        | 5,4          |             |             |  |
|                | Sylvie Sousa-Lopes     | LT-LNÉ         | 1 182        | 2,39         |             |             |  |
|                | Pierre-Yves Chabuel    | CNIP           | 1 105        | 2,23         |             |             |  |
|                |                        |                |              |              |             |             |  |
| Inscrits       | Inscrits               | Inscrits       | 71 721       | 100,00       | 71 721      | 100,00      |  |
| Abstentions    | Abstentions            | Abstentions    | 19 638       | 27,38        | 16 369      | 22,82       |  |
| Votants        | Votants                | Votants        | 52 083       | 72,62        | 55 352      | 77,18       |  |
| Blancs et nuls | Blancs et nuls         | Blancs et nuls | 2 585        | 4,96         | 2 534       | 4,58        |  |
| Exprimés       | Exprimés               | Exprimés       | 49 498       | 95,04        | 52 818      | 95,42       |  |

Le suppléant de Bernard Coulon était Michel Tissier, vétérinaire, conseiller général, maire de Lurcy-Lévis.

### Élections de 1997
| Candidat       | Candidat               | Parti          | Premier tour | Premier tour | Second tour | Second tour |  |
| Candidat       | Candidat               | Parti          | Voix         | %            | Voix        | %           |  |
| -------------- | ---------------------- | -------------- | ------------ | ------------ | ----------- | ----------- |  |
|                | André Lajoinie élu     | PCF            | 15 882       | 32,58        | 28 308      | 54,37       |  |
|                | Bernard Coulon sortant | UDF (PR)       | 15 599       | 32           | 23 758      | 45,63       |  |
|                | Jean Mallot            | PS             | 7 804        | 16,01        |             |             |  |
|                | Alain Compagnon        | FN             | 4 559        | 9,35         |             |             |  |
|                | Danièle Moury          | Les Verts      | 2 135        | 4,38         |             |             |  |
|                | François de Vaulx      | LDI (MPF)      | 1 637        | 3,36         |             |             |  |
|                | Jacques Bernard        | GÉ             | 1 136        | 2,33         |             |             |  |
|                |                        |                |              |              |             |             |  |
| Inscrits       | Inscrits               | Inscrits       | 70 131       | 100,00       | 70 130      | 100,00      |  |
| Abstentions    | Abstentions            | Abstentions    | 18 637       | 26,57        | 15 118      | 21,56       |  |
| Votants        | Votants                | Votants        | 51 494       | 73,43        | 55 012      | 78,44       |  |
| Blancs et nuls | Blancs et nuls         | Blancs et nuls | 2 742        | 5,32         | 2 946       | 5,36        |  |
| Exprimés       | Exprimés               | Exprimés       | 48 752       | 94,68        | 52 066      | 94,64       |  |

La suppléante d'André Lajoinie était Liliane Sommeiller, maire de Chappes.

### Élections de 2002
| Candidat       | Candidat              | Parti            | Premier tour | Premier tour | Second tour | Second tour |  |
| Candidat       | Candidat              | Parti            | Voix         | %            | Voix        | %           |  |
| -------------- | --------------------- | ---------------- | ------------ | ------------ | ----------- | ----------- |  |
|                | Yves Simon élu        | UMP              | 17 025       | 36,73        | 23 202      | 50,72       |  |
|                | Jean-Claude Mairal    | PCF              | 10 614       | 22,90        | 22 546      | 49,28       |  |
|                | Jean Mallot           | PS               | 9 058        | 19,54        |             |             |  |
|                | Jean-Louis Baudriller | FN               | 3 403        | 7,34         |             |             |  |
|                | Nicole Rouaire        | Les Verts        | 1 423        | 3,07         |             |             |  |
|                | Arnaud de Veauce      | MPF              | 1 239        | 2,67         |             |             |  |
|                | Olivier Bourrel       | CPNT             | 1 122        | 2,42         |             |             |  |
|                | Bernard Lebel         | LO               | 761          | 1,64         |             |             |  |
|                | Gérard Gullaumin      | Sans étiquette   | 635          | 1,37         |             |             |  |
|                | Michèle Depret        | Pôle républicain | 622          | 1,34         |             |             |  |
|                | Danièle Parisel       | MNR              | 452          | 0,98         |             |             |  |
|                |                       |                  |              |              |             |             |  |
| Inscrits       | Inscrits              | Inscrits         | 70 148       | 100,00       | 70 143      | 100,00      |  |
| Abstentions    | Abstentions           | Abstentions      | 22 398       | 31,93        | 22 516      | 32,1        |  |
| Votants        | Votants               | Votants          | 47 750       | 68,07        | 47 627      | 67,9        |  |
| Blancs et nuls | Blancs et nuls        | Blancs et nuls   | 1 396        | 2,92         | 1 879       | 3,95        |  |
| Exprimés       | Exprimés              | Exprimés         | 46 354       | 97,08        | 45 748      | 96,05       |  |

La suppléante d'Yves Simon était Élisabeth Albert-Cuisset, directrice d'une maison de retraite, adjointe au maire de Saint-Germain-des-Fossés, Vice-Présidente du Conseil général, conseillère générale du canton de Varennes-sur-Allier.

### Élections de 2007
| Candidat       | Candidat                 | Parti          | Premier tour | Premier tour | Second tour | Second tour |  |
| Candidat       | Candidat                 | Parti          | Voix         | %            | Voix        | %           |  |
| -------------- | ------------------------ | -------------- | ------------ | ------------ | ----------- | ----------- |  |
|                | Yves Simon sortant       | UMP            | 18 000       | 39,87        | 22 822      | 49,2        |  |
|                | Jean Mallot élu          | PS             | 10 568       | 23,41        | 23 560      | 50,8        |  |
|                | Dominique Bidet          | PCF            | 8 299        | 18,38        |             |             |  |
|                | Claude Joly              | UDF–MoDem      | 2 548        | 5,64         |             |             |  |
|                | Jean-Louis Baudriller    | FN             | 1 677        | 3,71         |             |             |  |
|                | Marc Boyer               | MPF            | 1 162        | 2,57         |             |             |  |
|                | Anne-Marie Chambeau      | Les Verts      | 719          | 1,59         |             |             |  |
|                | Françoise Gaillardon     | LCR            | 659          | 1,46         |             |             |  |
|                | Bernard Lebel            | LO             | 482          | 1,07         |             |             |  |
|                | Gérard-Pierre Guillaumin | LT-LNÉ         | 433          | 0,96         |             |             |  |
|                | Véronique Deris-Targon   | MÉI            | 330          | 0,73         |             |             |  |
|                | Mireille Marnay          | Divers         | 272          | 0,6          |             |             |  |
|                | Charles Castanier        | Divers         | 0            | 0            |             |             |  |
|                |                          |                |              |              |             |             |  |
| Inscrits       | Inscrits                 | Inscrits       | 70 737       | 100,00       | 70 733      | 100,00      |  |
| Abstentions    | Abstentions              | Abstentions    | 24 344       | 34,41        | 22 694      | 32,08       |  |
| Votants        | Votants                  | Votants        | 46 393       | 65,59        | 48 039      | 67,92       |  |
| Blancs et nuls | Blancs et nuls           | Blancs et nuls | 1 244        | 2,68         | 1 657       | 3,45        |  |
| Exprimés       | Exprimés                 | Exprimés       | 45 149       | 97,32        | 46 382      | 96,55       |  |

Le suppléant de Jean Mallot était Serge Boulade, agriculteur, maire d'Audes.

### Élections de 2012
| Candidat       | Candidat                      | Parti          | Premier tour | Premier tour | Second tour | Second tour |  |
| Candidat       | Candidat                      | Parti          | Voix         | %            | Voix        | %           |  |
| -------------- | ----------------------------- | -------------- | ------------ | ------------ | ----------- | ----------- |  |
|                | Gérard Charasse sortant réélu | PRG (PS)       | 19 996       | 42,51        | 26 301      | 57,37       |  |
|                | Claude Malhuret               | UMP            | 15 232       | 32,38        | 19 546      | 42,63       |  |
|                | Claudine Lopez                | RBM (FN)       | 6 415        | 13,64        |             |             |  |
|                | Pascale Semet                 | FG (PCF) (PG)  | 2 650        | 5,63         |             |             |  |
|                | Anne Babian-Lhermet           | EÉLV           | 903          | 1,92         |             |             |  |
|                | Silvie Rasile                 | CpF (MoDem)    | 593          | 1,26         |             |             |  |
|                | Pascal Javerliat              | PRV            | 325          | 0,69         |             |             |  |
|                | Patrice Rucar                 | LT-LNÉ         | 307          | 0,65         |             |             |  |
|                | Jean-Marc Carcassin           | NC             | 273          | 0,58         |             |             |  |
|                | Monique Roche                 | LO             | 207          | 0,44         |             |             |  |
|                | Renaud Siry                   | AÉI            | 142          | 0,30         |             |             |  |
|                |                               |                |              |              |             |             |  |
| Inscrits       | Inscrits                      | Inscrits       | 79 029       | 100,00       | 78 992      | 100,00      |  |
| Abstentions    | Abstentions                   | Abstentions    | 31 202       | 39,48        | 31 603      | 40,01       |  |
| Votants        | Votants                       | Votants        | 47 827       | 60,52        | 47 389      | 59,99       |  |
| Blancs et nuls | Blancs et nuls                | Blancs et nuls | 784          | 1,64         | 1 542       | 3,25        |  |
| Exprimés       | Exprimés                      | Exprimés       | 47 043       | 98,36        | 45 847      | 96,75       |  |

Le suppléant de Gérard Charasse était Michel Marien, conseiller municipal de Vichy.

### Élections de 2017
|                                                                           |                                                                                 |                           |                           |                          |                          |
|                                                                           |                                                                                 | Premier tour 11 juin 2017 | Premier tour 11 juin 2017 | Second tour 18 juin 2017 | Second tour 18 juin 2017 |
|                                                                           |                                                                                 |                           |                           |                          |                          |
|                                                                           |                                                                                 | Nombre                    | % des inscrits            | Nombre                   | % des inscrits           |
| Inscrits                                                                  | Inscrits                                                                        | 79 177                    | 100,00                    | 79 165                   | 100,00                   |
| Abstentions                                                               | Abstentions                                                                     | 38 797                    | 49,00                     | 43 163                   | 54,52                    |
| Votants                                                                   | Votants                                                                         | 40 380                    | 51,00                     | 36 002                   | 45,48                    |
|                                                                           |                                                                                 |                           | % des votants             |                          | % des votants            |
| Bulletins blancs                                                          | Bulletins blancs                                                                | 714                       | 1,77                      | 2 822                    | 7,84                     |
| Bulletins nuls                                                            | Bulletins nuls                                                                  | 293                       | 0,73                      | 1 555                    | 4,32                     |
| Suffrages exprimés                                                        | Suffrages exprimés                                                              | 39 373                    | 97,51                     | 31 625                   | 87,84                    |
|                                                                           |                                                                                 |                           |                           |                          |                          |
| Candidat Étiquette politique (partis et alliances)                        | Candidat Étiquette politique (partis et alliances)                              | Voix                      | % des exprimés            | Voix                     | % des exprimés           |
|                                                                           |                                                                                 |                           |                           |                          |                          |
|                                                                           | Bénédicte Peyrol La République en marche                                        | 13 562                    | 34,44                     | 18 480                   | 58,43                    |
|                                                                           | Gabriel Maquin Les Républicains                                                 | 7 784                     | 19,77                     | 13 145                   | 41,57                    |
|                                                                           | Jacques de Chabannes Parti radical de gauche                                    | 5 526                     | 14,03                     |                          |                          |
|                                                                           | Jean-Pierre Sigaud Front national                                               | 5 226                     | 13,27                     |                          |                          |
|                                                                           | Marie-Thérèse Dupuis La France insoumise                                        | 3 311                     | 8,41                      |                          |                          |
|                                                                           | Pascal Devos Écologiste (Parti communiste français - Europe Écologie Les Verts) | 1 982                     | 5,03                      |                          |                          |
|                                                                           | Marie-Laure Becouze Debout la France                                            | 909                       | 2,31                      |                          |                          |
|                                                                           | Bernard Lebel Lutte ouvrière                                                    | 391                       | 0,99                      |                          |                          |
|                                                                           | Annie Demmel Divers (Parti du vote blanc)                                       | 304                       | 0,77                      |                          |                          |
|                                                                           | Ahmed Ghlamallah Divers (Union populaire républicaine)                          | 202                       | 0,51                      |                          |                          |
|                                                                           | Guillaume de Longeville Extrême droite (Souveraineté, identité et libertés)     | 176                       | 0,45                      |                          |                          |
| Source : Ministère de l'Intérieur - Troisième circonscription de l'Allier |                                                                                 |                           |                           |                          |                          |

La suppléante de Bénédicte Peyrol était Agnès Chapuis, agent d'affaires, maire de Saint-Pont.

### Élections de 2022
| Candidat                 | Candidat                 | Parti et coalition       | Nuance                   | Premier tour | Premier tour | Second tour | Second tour |
| Candidat                 | Candidat                 | Parti et coalition       | Nuance                   | Voix         | %            | Voix        | %           |
| ------------------------ | ------------------------ | ------------------------ | ------------------------ | ------------ | ------------ | ----------- | ----------- |
|                          | Nicolas Ray              | LR (UDC)                 | LR                       | 9 594        | 24,22        | 19 296      | 60,98       |
|                          | Bénédicte Peyrol         | LREM (ENS)               | ENS                      | 9 219        | 23,27        | 12 347      | 39,02       |
|                          | Quentin Julien           | RN                       | RN                       | 8 047        | 20,31        |             |             |
|                          | Elsa Denferd             | PS (NUPES)               | NUP                      | 7 737        | 19,53        |             |             |
|                          | Isabelle Réchard         | PRG                      | RDG                      | 1 655        | 4,18         |             |             |
|                          | Sophie Lacour            | REC                      | REC                      | 1 580        | 3,99         |             |             |
|                          | Paul Duché               | PA                       | ECO                      | 701          | 1,77         |             |             |
|                          | Lydie Corbin             | LP (UPF)                 | DSV                      | 594          | 1,50         |             |             |
|                          | Jean-Francois Rameau     | LO                       | DXG                      | 482          | 1,22         |             |             |
|                          | Yves-Marie Pendeliau     | SE                       | DIV                      | 4            | 0,01         |             |             |
|                          |                          |                          |                          |              |              |             |             |
| Votes valides            | Votes valides            | Votes valides            | Votes valides            | 39 613       | 97,52        | 31 643      | 88,20       |
| Votes blancs             | Votes blancs             | Votes blancs             | Votes blancs             | 683          | 1,68         | 2 902       | 8,09        |
| Votes nuls               | Votes nuls               | Votes nuls               | Votes nuls               | 324          | 0,80         | 1 332       | 3,71        |
| Total                    | Total                    | Total                    | Total                    | 40 620       | 100          | 35 877      | 100         |
| Abstention               | Abstention               | Abstention               | Abstention               | 39 570       | 49,35        | 44 317      | 55,26       |
| Inscrits / participation | Inscrits / participation | Inscrits / participation | Inscrits / participation | 80 190       | 50,65        | 80 194      | 44,74       |

La suppléante de Nicolas Ray était Valérie Lassalle, cheffe d'entreprise, conseillère régionale, conseillère communautaire de Vichy-Communauté, conseillère municipale de Varennes-sur-Allier.

### Élections de 2024
| Candidat                 | Candidat                 | Parti et coalition       | Nuance                   | Premier tour | Premier tour | Second tour | Second tour |
| Candidat                 | Candidat                 | Parti et coalition       | Nuance                   | Voix         | %            | Voix        | %           |
| ------------------------ | ------------------------ | ------------------------ | ------------------------ | ------------ | ------------ | ----------- | ----------- |
|                          | Nicolas Ray sortant      | LR                       | LR                       | 21 464       | 40,05        | 31 075      | 59,07       |
|                          | Rémy Queney              | RN                       | RN                       | 20 270       | 37,82        | 21 528      | 40,93       |
|                          | Aline Jeudi              | PS (NFP)                 | UG                       | 10 935       | 20,40        | Retrait     | Retrait     |
|                          | Jean-François Rameau     | LO                       | EXG                      | 923          | 1,72         |             |             |
|                          |                          |                          |                          |              |              |             |             |
| Votes valides            | Votes valides            | Votes valides            | Votes valides            | 53 592       | 96,89        | 52 603      | 95,28       |
| Votes blancs             | Votes blancs             | Votes blancs             | Votes blancs             | 1 011        | 1,83         | 1 858       | 3,37        |
| Votes nuls               | Votes nuls               | Votes nuls               | Votes nuls               | 709          | 1,28         | 747         | 1,35        |
| Total                    | Total                    | Total                    | Total                    | 55 312       | 100          | 55 208      | 100         |
| Abstention               | Abstention               | Abstention               | Abstention               | 24 756       | 30,92        | 24 894      | 31,08       |
| Inscrits / participation | Inscrits / participation | Inscrits / participation | Inscrits / participation | 80 068       | 69,08        | 80 102      | 68,92       |

La suppléante de Nicolas Ray est Valérie Lassalle.